# Tlos (geslacht)
Tlos is een geslacht van kreeftachtigen uit de klasse van de Malacostraca (hogere kreeftachtigen).

## Soort
- Tlos muriger Adams & White, 1849